# TDガーデン
TDガーデン（TD Garden、2009年7月からTDバンクノース・ガーデンから改名）はマサチューセッツ州ボストンにある屋内競技場。

## 概要
TDガーデンは1995年9月にフリートセンター（Fleet Center）としてこけら落とし。地元地方銀行の親会社、フリート・ボストンフィナンシャル（Fleet Boston Financial）が命名権を取得したものの、2004年にバンク・オブ・アメリカに買収され、2005年2月に命名権を解消した。2005年3月にトロント・ドミニオン銀行傘下でニュー・イングランド地域の地方銀行、TDバンクノースが命名権を取得した。
NBAのボストン・セルティックス、NHLのボストン・ブルーインズの本拠地として利用されるだけでなく、インドアラクロスの試合も行われている。
また、WWEでも1998年にレッスルマニア、ほかにロイヤルランブルや、サマースラムも開催された。
2014年にはソチ五輪代表選考会を兼ねた全米フィギュアスケート選手権が行われた。2016年には当地で世界フィギュアスケート選手権が開催された。